# Zineta
Zineta je žensko osebno ime.

## Izvor imena
Ime Zineta je muslmansko ime, ki izhaja iz turškega imena Zynet. To pa je nastalo iz arabske besede zînät v pomenu besede »nakit; okras«. Skrajšani obliki imena Zina, Zinka se sicer večinoma povezujeta z imenom Terezija oziroma njeno razlić
čico Trerzina. Sorodno ime Ada pa izhaja iz hebrejskega imena Adá z nekdanjim pomenom »okras«.

## Različice imena
Možni različici sta: Zina, Zinka. Sorodno ime: Ada.

## Pogostost imena
Po podatkih Statističnega urada Republike Slovenije je bilo na dan 31. decembra 2007 v Sloveniji število ženskih oseb z imenom Zineta: 89.